# Sous-marin nucléaire lanceur de missiles de croisière

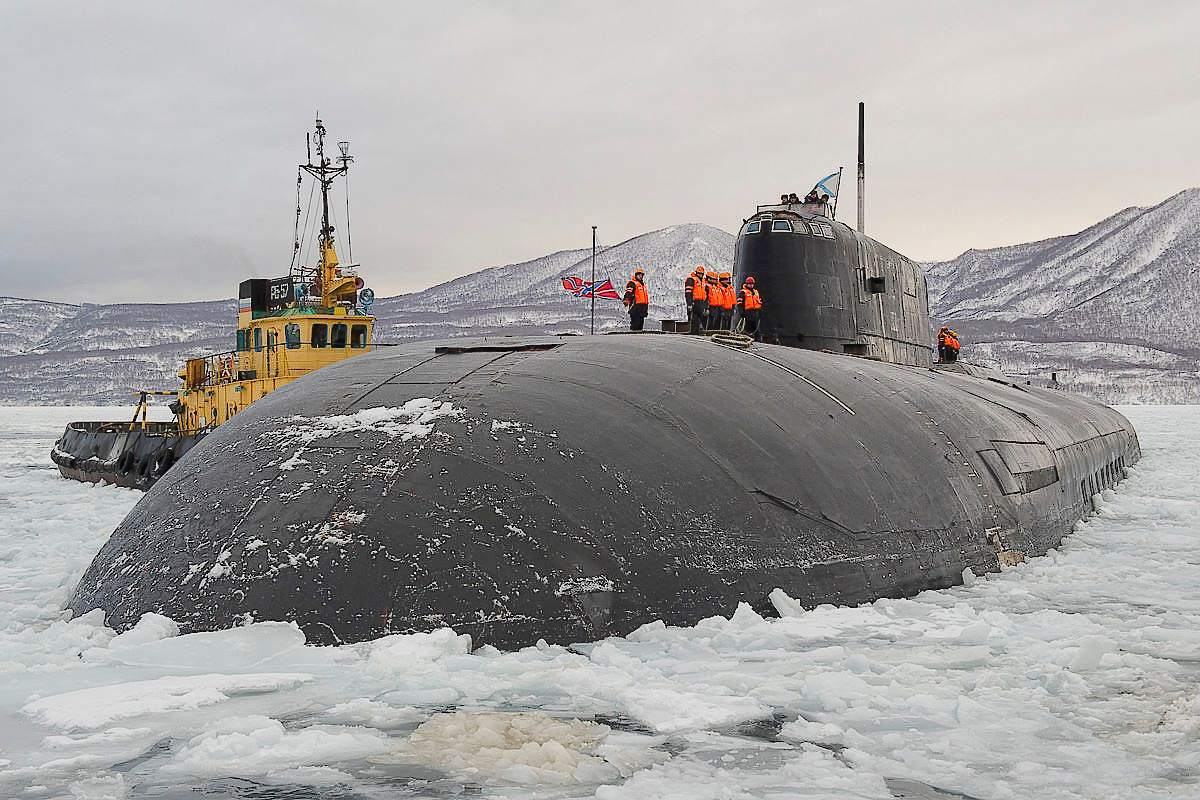
Le K-150 Tomsk en 2015, un sous-marin de.

Les sous-marins nucléaires lanceurs de missiles de croisière sont désignés selon le code OTAN par le sigle SSGN pour Ship Submersible Guided missile Nuclear.

## Missions
La terminologie française ne les distingue pas des sous-marins nucléaires d'attaque (SNA), d'autant que tous les SNA (comme de nombreux sous-marins classiques), sont potentiellement lanceurs de missiles aérodynamiques à changement de milieu (lancement en plongée).
Du reste leurs missions sont, comme pour les SNA, la protection de forces navales, la lutte anti-navires et la projection de puissance (action contre la terre).

## Histoire

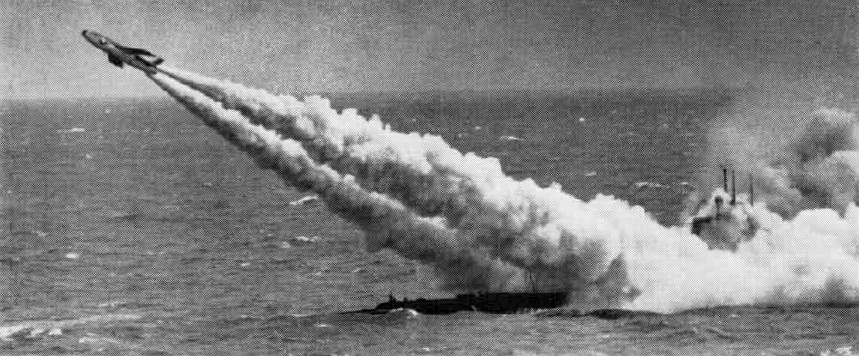
L'USS Tunny (SSG-282) tirant un missile de croisière SSM-N-8 Regulus.

La marine soviétique a inauguré cette nouvelle classe de navires en mettant en service à la fin des années 1950 des sous-marins capables de lancer des salves de missiles anti-navires devant saturer les défenses antiaériennes des task forces de l'OTAN, en particulier les groupes aéronavals en cas de conflit.
Aux États-Unis, quatre sous-marins à propulsion classique furent équipés de missiles de croisière SSM-N-8 Regulus à tête nucléaire destinés à la dissuasion avant la mise en service des SNLE équipé des missiles balistiques Polaris entre 1955 et 1964. Le premier bateau classifié comme SSGN selon le code des immatriculations des navires de l'US Navy fut le USS Halibut entré en service en 1960.
La marine chinoise testa ) partir de 1985 un sous-marin Type-033G de la classe Wuhan armé de six missiles antinavires C-801 similaires aux premiers exemplaires soviétiques.
L'existence actuelle de cette catégorie intermédiaire aux États-Unis est la conséquence de la fin de la guerre froide et des accords START de 1986. En effet, ces accords qui ont plafonné le nombre d'ogives nucléaires ont obligé les États-Unis et l'Union soviétique à procéder au démantèlement d'une partie de leur force de frappe nucléaire.
Débarrassés de leurs charges nucléaires, quatre SNLE de la classe Ohio ont été réemployés partir de 2006 sur des missions de SNA avec une possibilité d’emport d'un maximum de 154 missiles de croisière Tomahawks et de plus de 60 commandos. Ce sont ces sous-marins qui constituent la catégorie des sous-marins nucléaires lanceurs de missiles de croisière.
Dès lors il n'est pas étonnant que seules les forces américaines et russes, parties à l'accord START, détiennent des exemplaires de cette catégorie. Enfin, le caractère sui generis de cette dernière la condamne à disparaître avec la mise à la retraite des exemplaires encore en activité. En mars 2019, on prévoit le retrait du dernier Ohio de cette catégorie en 2027.
Il est prévu a cette date qu'ils seront remplacés par la classe Virginia dont la version dite block V se voit augmentée d'une section de coque de 27 mètres pour recevoir 28 missiles de croisière, en sus des 12 qui sont installés dans la partie avant. Le premier de cette version devant être le USS Oklahoma (SSN-802) autorisé en février 2019.

## Exemplaires

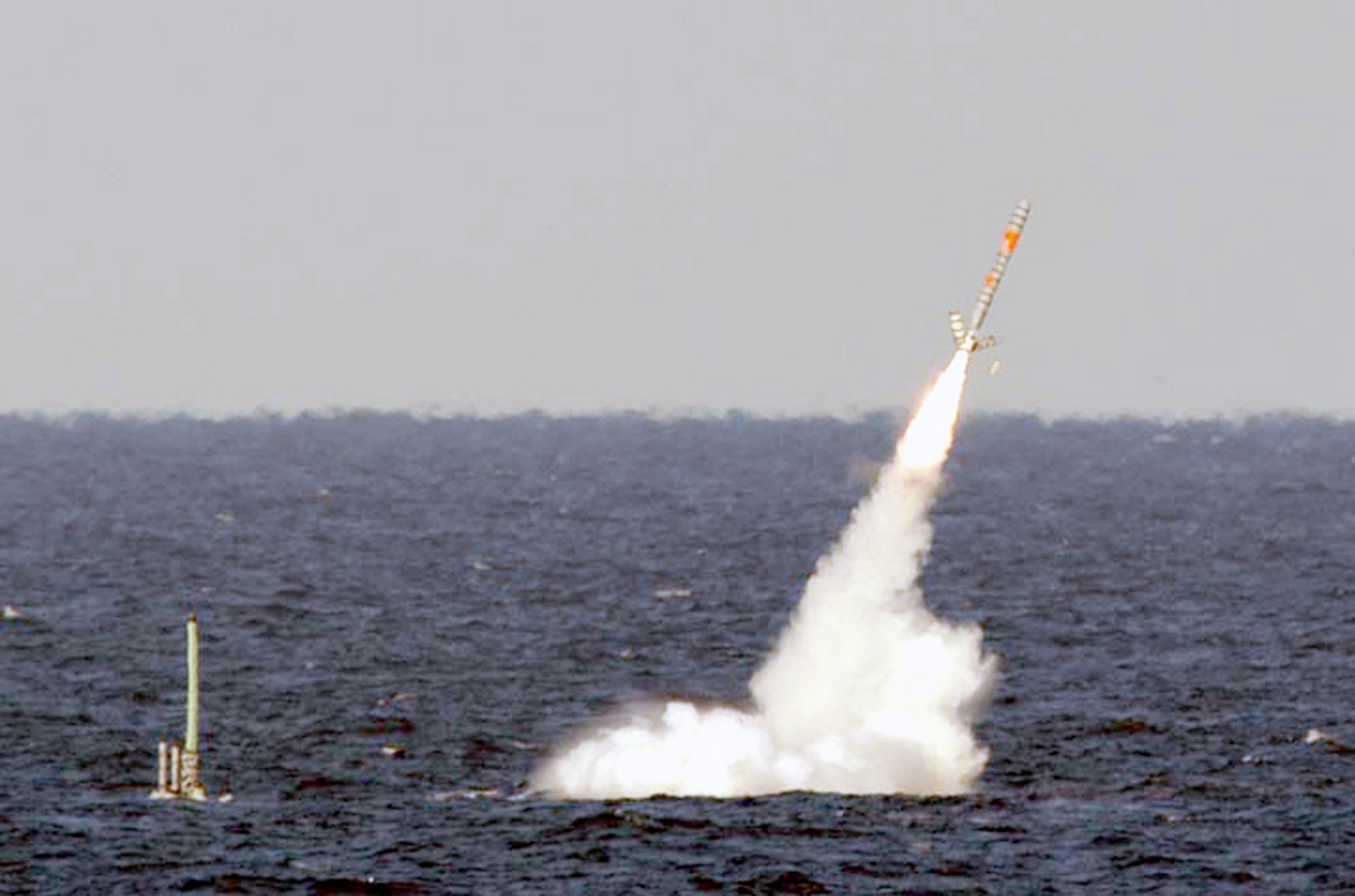
Tir d’un Tomahawk depuis l'USS Florida (SSGN-728).

La marine soviétique puis russe a disposé des premiers sous-marins de cette catégorie avec notamment la classe Oscar.
Dans les marines de l'OTAN, actuellement, seuls 4 bâtiments de la classe Ohio, des SNLE reconvertis sont dans cette catégorie avec une possibilité de lancement de 105 à un maximum de 154 missiles de croisière.
Les missiles utilisés sont :
- des missiles anti-navires comme l'Exocet SM-39 français ou le Sub-Harpoon américain, utilisés par la majorité des SNA ;
- des missiles de croisière comme le Tomahawk américain ou le missile de croisière naval français qui équipe les SNA de la classe Suffren.